# Hominí TE9
L'hominí TE9 o ATE9-1 és un individu del gènere Homo trobat a les excavacions d'Atapuerca en un estrat datat en 1,2 milions d'anys d'antiguitat. Això el converteix en la resta humana directa (exceptuant eines de pedra) més antiga que s'hagi trobat a Europa.
Primer se'n va trobar una dent i en seguir excavant, una mandíbula. La notícia es va donar al món el 26 de març del 2008, tot i que sembla que ja s'havia desenterrat vuit mesos abans. En el mateix estrat hi havia diferents eines lítiques.
Degut a la seva semblança amb les restes d'Homo erectus trobades a Dmanisi (Geòrgia), fa pensar que probablement és una branca d'aquesta espècie que va girar cap a l'oest després d'haver conquerit l'Àsia. També s'ha relacionat amb Homo antecessor del mateix jaciment, de manera que l'únic que es pot afirmar amb claredat és que era un Hominina.